# Roccasecca dei Volsci
Roccasecca dei Volsci és un comune (municipi) de la província de Latina, a la regió italiana del Laci, situat a uns 130 km al sud-est de Roma i a uns 25 km a l'est de Latina.
Roccasecca dei Volsci limita amb els següents municipis: Amaseno, Priverno, Prossedi i Sonnino.
A 1 de gener de 2019 tenia 1.153 habitants.

## Ciutats agermanades
- Saint-Romans, França